# 실화를 바탕으로 한 영화 목록
다음은 실제 사건을 바탕으로 한 영화의 목록이다. 작중에서 다루는 소재의 시점 순으로 나열하였으며, 괄호 안의 연도는 해당 작품의 개봉연도이다. 영화 속 소재의 원천이 실화인 경우에만 한했으며, 역사적 사실을 단순히 작중 배경으로만 삼은 것은 넣지 않았다. 또 영화라기보다는 다큐멘터리의 형식을 띈 것도 제외하였다.

## 15세기
- 천문: 하늘에 묻는다 (2019) - 조선 세종과 장영실의 일대기를 담았으며, 실제 기록에서 "영감을 받아" 제작되었다고 밝혔다.

## 16세기
- 명량 (2015) - 1597년 명량 해전의 이야기를 담았다.

## 17세기
- 남한산성 (2017) - 1636년 병자호란 발발 당시 남한산성에서 있었던 전쟁을 다루고 있다.

## 19세기
- 레버넌트: 죽음에서 돌아온 자 (2015) - 1823년 미국의 모험가 휴 글래스의 실화를 다뤘다.
- 링컨 (2012) - 1865년 에이브러햄 링컨 미국 대통령의 이야기를 다뤘다.
- 커런트 워 (2017) - 1880년대 토머스 에디슨과 조지 웨스팅하우스의 전기 사업 경쟁을 다뤘다.

## 20세기

### 1910년대
타이타닉호 영화배경.

### 1920년대
- 박열 (2017) - 박열과 가네코 후미코의 일대기를 다뤘다.
- 봉오동 전투 실제로 봉오동에서 일본군과 싸워 크게 승리한 실화를 바탕으로 제작된 영화다.

### 1930년대
- 킹스 스피치 (2010) - 말더듬 증세를 앓았던 영국의 왕 조지 6세와 그의 언어치료사 라이오넬 러그 간의 이야기를 다룬다. 조제 6세의 왕세자 시절부터 1939년 제2차 세계 대전 발발 선언 때까지의 시점을 다뤘다.

### 1940년대
- 도라 도라 도라 (1970) - 진주만 공격을 소재로 하고 있다.
- 미드웨이 (2019) - 진주만 공격과 미드웨이 해전을 소재로 삼았다.
- 언브로큰 (2015) - 태평양 전쟁에 참전한 전 육상 미국 국가대표 루이 잠페리니의 포로 생활 이야기를 다루고 있다.
- 동주 (2016) - 시인 윤동주의 일대기를 다뤘다.
- 말모이 (2019) - 조선어학사건을 바탕으로 제작된 영화다.
- 핵소 고지 (2016) - 오키나와 전투에 참전한 집총거부자 데스몬드 T. 도스의 이야기를 다뤘다.

### 1950년대
- 장사리: 잊혀진 영웅들 (2019) - 한국전쟁 장사 상륙 작전에 참전했던 학도병들의 관한 이야기

### 1960년대
- 퍼스트 맨 (2018) - 닐 암스트롱이 아폴로 계획에 참하기 시작한 1961년부터 아폴로 11호에서 귀한한 직후까지의 일대기를 다뤘다.
- 트라이얼 오브 더 시카고 7 (2020) - 1968년 미국 민주당 전당대회 시위에 참가했다가 구속된 시카고 세븐의 재판을 다루고 있다.

### 1970년대
- 빌리 진 킹: 세기의 대결 (2017) - 1973년 여자 테니스 선수 빌리와 윔블던 챔피언 바비의 세기의 대결을 다룬 영화다.
- 남산의 부장들 (2020) - 1979년 10·26 사태를 소재로 재구성하였다.

### 1980년대
- 화려한 휴가 (2007) - 1980년 광주 민주화 운동을 소재로 하였다.
- 변호인 (2013) - 1980년 부림 사건 당시 노무현 변호사의 활약을 다뤘다. 다만 설정은 각색된 부분이 많다.
- 택시운전사 (2017) - 1980년 광주 민주화 운동 당시 서독의 ZDF 외신기자로서 한국에 취재를 왔던 위르겐 힌츠페터와 그의 운전수 김사복 씨의 실화를 바탕으로 하였다. 다만 일부 내용에서 재구성한 부분이 적지 않다.
- 스티브 잡스 (2015) - 1984년 매킨토시 발표회와 1988년 NeXT 컴퓨터 발표회, 1998년 아이맥 발표회를 중심으로 스티브 잡스의 일대기를 그렸다.
- 남영동1985 (2012) - 1985년 9월 남영동 대공분실에서 자행된 김근태의 고문 사건을 다뤘다.
- 1987 (2017) - 1987년 박종철 고문치사 사건과 6월 항쟁에 이르기까지의 과정을 담았다.
- 기적 (2021) - 1988년 4월에 개설된 영동선 간이역 양원역에 관한 영화다.

### 1990년대

#### 1991년
- 그놈 목소리 (2007) - 1991년 이형호 유괴 사건을 바탕으로 삼았다.
- 코리아 (2012) - 1991년 남북 공동 탁구팀의 세계 선수권대회 우승 이야기를 다뤘다.

#### 1994년
- 호텔 르완다 (2004) - 1994년 르완다 내전 당시 난민들을 자신의 호텔로 피신시켰던 폴 루세사바기나의 실화를 다뤘다.
- 아이, 토냐 (2017) - 1994년 릴레함메르 동계올림픽의 피겨스케이팅 스캔들로 파문을 낳았던 토냐 하딩 선수의 이야기를 다뤘다.

## 21세기

### 2000년대
- 말아톤 (2005) - 자폐성 장애를 가진 마라톤 선수 배형진 씨의 이야기를 다뤘다.
- 소셜 네트워크 (2010) - 페이스북을 창립한 마크 주커버그의 이야기를 다뤘다.
- 도가니 (2011) - 2000년부터 5년간 불거진 광주인화학교 성폭력 사건을 다뤘다.

#### 2001년
- 너를 잊지 않을 거야 (2007) - 2001년 일본 신오쿠보역에서 몸을 던진 의인 이수현 씨의 이야기를 다뤘다.
- 스포트라이트 (2015) - 2001년부터 2002년까지 진행됐던 미국 <보스턴 글로브> 지의 보스턴 사제단의 미성년자 성추행 폭로 과정을 다뤘다.
- 9/11 (2017) - 2001년 9.11 테러 당시 세계무역센터 엘리베이터에 갇힌 다섯 명의 이야기를 다뤘다.
- 워스 (2020) - 2001년 9.11 테러의 피해자들에게 대한 피해 보상기금에 다룬 실화이다.

#### 2003년
- 127시간 (2010) - 2003년 애런 랄스턴의 암반 사고를 바탕으로 하였다.

#### 2004년
- 우리 생애 최고의 순간 (2008) - 2004년 아테네 올림픽의 대한민국 여자 핸드볼 국가대표팀의 이야기를 그렸다.

#### 2008년
- 호텔 뭄바이 (2018) - 2008년 뭄바이 테러를 소재로 삼았다.

#### 2009년
- 설리: 허드슨강의 기적 (2016) - US 에어웨이스 1549편 불시착 사고와 그 청문회를 그렸다.

### 2010년대
- 당갈 (2016) - 2010년 영연방 대회 레슬링에서 우승한 인도 선수 기타 포갓과 아버지 마하비르 싱 포갓의 이야기를 그렸다.
- 공기살인 (2022) - 대한민국에서 일어난 가습기 살균제 사건를 다룬 이야기이다.

## 같이 보기
- 영화 목록
- 분류:실화에 바탕한 영화